# ألباي أوزلان
ألباي أوزلان (بالتركية: Alpay Özalan)‏ هو لاعب كرة قدم تركي. أول نادي لعب به هو التاي، ثم انتقل إلى نادي بشكتاش عام 1993-1994 ولعب معهم 148 مباراة وسجل 8 أهداف وفي موسم 1999-2000. ثم انتقل إلى فنربخشه لعب معهم 26 مباراة وسجل 6 أهداف. وبعد النجاح الباهر مع المنتخب التركي في كأس العالم 2002 انتقل إلى أستون فيلا الإنجليزي وقدم معهم عروض مميزة وفي عام 2003 وأشهر حدث له مع بيكهام حينما أضاع ركلة الجزاء واستفزه ألباي قرر أستون فيلا فسخ العقد مع ألباي وقال ألباي: ليس لدي مشكلة وأنا لن أندم.

## وصلات خارجية
- ألباي أوزلان على موقع الاتحاد الدولي (مؤرشف)  (الإنجليزية)
- ألباي أوزلان على موقع اتحاد تركيا (لاعب) (الإنجليزية)
- ألباي أوزلان على موقع اتحاد تركيا (مدرب) (الإنجليزية)
- ألباي أوزلان على موقع رابطة كرة القدم اليابانية للمحترفين (اليابانية)
- ألباي أوزلان على موقع دوري كوريا الجنوبية (الإنجليزية)
- ألباي أوزلان على موقع قاعدة بيانات كرة القدم.إي يو (الإنجليزية)
- ألباي أوزلان على موقع بيانات كرة القدم. دي إي (الألمانية)
- ألباي أوزلان على موقع ناشيونال فوتبول تيمز (الإنجليزية)
- ألباي أوزلان على موقع Soccerway.com (الإنجليزية)
- ألباي أوزلان على موقع عالم كرة القدم.نت (الإنجليزية)
- الموقع الرسمي